# Taqlid
Le taqlīd (تَقْليد, copie ; imitation ; routine ; coutume) est l'acception littérale du contenu d'un enseignement d'un marja, l'adhésion à une école juridique (maḏhab) particulière ou à un mujtahid. Le taqlīd est le respect, sans les remettre en cause, des préceptes d'une jurisprudence. Le taqlīd consiste, pour celui qui ne possède pas la capacité d'ijtihād, à suivre les directives énoncées par un mujtahid.
L’imam chaféite al-Juwanî  définit ainsi le taqlīd : «L'acceptation de l'opinion d'autrui sans en connaître les sources ». Le taqlīd est donc à distinguer de l'ijtihad, l'effort de réflexion qui consiste à déduire des Sources une règle pour un cas inédit. Le mufti est compétent pour pratiquer l'ijtihad ; celui qui n'a pas les qualifications doit pratiquer le taqlīd et suivre l'opinion d'un mufti (jurisconsulte).
Il existe deux types de taqlīd :
- Taqlīd muʿayyan (مُعَيَّن, fixé ; déterminé ; précisé), qui consiste à suivre les principes élaborés par une seule école juridique[réf. nécessaire].
- Taqlīd muṭlaq (مُطْلَق, absolu ; inconditionnel ; total), qui consiste à suivre l'opinion d'une école sur une question précise et l'opinion d'une école différente par rapport à une autre question[réf. nécessaire].